# Stephen Emmott
Stephen J. Emmott (nacido el 3 de junio de 1960) es catedrático universitario y director de computación científica en Microsoft Research, Cambridge, Reino Unido, donde ha trabajado desde 2004. También es profesor visitante en el University College de Londres y en la Universidad de Oxford.

## Formación
Emmott estudió en la Universidad de York obteniendo un grado Bachelor of Science de primer nivel en Psicología experimental en 1987. Después de graduarse, Emmott pasó a la Universidad de Stirling donde le concedieron un Philosophiæ doctor en Neurociencia computacional en 1993.

## Carrera
Emmott comenzó su carrera realizando investigación postdoctoral en los Laboratorios Bell desde 1993 hasta 1996. Después fue director y científico jefe del Advanced Research Laboratory en NCR desde 1997 hasta 2001. Ha estado trabajando en Microsoft Research desde 2004.

## Investigación
Los intereses de Stephen Emmott en investigación están en:

la mejor comprensión de la naturaleza, desde la bioquímica al cerebro y a la biosfera, y en el desarrollo de un nuevo marco --nuevas formas de pensar, un nuevo lenguaje, nuevas clases de métodos computacionales, modelos y herramientas-- para formar las bases de un 'nuevo tipo' de ciencia natural: una ciencia precisa, predictiva, de sistemas complejos vivos que incluyen nuevas teorías, modelos y datos.

## Diez mil millones
Diez mil millones es un libro de 2013 sobre la superpoblación. El diario británico The Guardian comentó: "El libro de Emmott, corto, muy accesible, y claramente ilustrado, reúne evidencias de que 'la totalidad de los ecosistemas globales no sólo son capaces de sufrir un punto de inflexión catastrófica, sino de que ya se están acercando a esa transición'." Fue criticado por la investigación descuidada y tergiversación de los hallazgos y se hicieron modificaciones en la segunda edición.